# Вескович, Младен
Младен Вескович (серб. Младен Весковић) — сербский литературный критик, эссеист, редактор и переводчик с английского языка. Он родился в 1971 году в Земуне.

## Биография
Вескович закончил Земунскую гимназию. На Филологическом факультете Университета в Белграде он закончил начальные и магистерские академические программы второй степени в группе по сербской литературе и языке с изучением мировой литературы.
Вескович работал профессиональным редактором в нескольких издательствах. С 2006 г. он работает в Министерстве культуры и информации Республики Сербии, в качестве старшего советника в Секторе создания современного искусства, по вопросам международного сотрудничества в области литературы и переводах

## Опубликованные книги
- Размештање фигура — огледи и критике o савременој српској књижевности, Матица српска, 2003.
- Место вредно приче — огледи и критике o савременој српској књижевности, ИП «Филип Вишњић», 2008.
- Ширина измаштаног света — студије о српској књижевности, Задужбина «Петар Кочић», 2013.
- Епитафија рата — антологија српске ратне приче, Универзитетска библиотека «Светозар Марковић», 2014/15.

Вескович публикует литературную критику и очерки в литературных журналах и ежедневных газетах.

## Переведенные книги с английского языка
- Хајде да се играмо — Традиционалне игре нашег детињства, илустрације Душан Петричић, текст Камила Гриски, Београд 2003.
- Архитектура — од праисторије до постмодерне, Марвин Трактенберг и Исабела Хајман, (заједно са Иваном Клеутом и Добривојем Ерићем), Београд 2006.